# Rhoogeton cyclophyllus
Rhoogeton cyclophyllus är en tvåhjärtbladig växtart som beskrevs av Leeuwenb.. Rhoogeton cyclophyllus ingår i släktet Rhoogeton och familjen Gesneriaceae. Inga underarter finns listade i Catalogue of Life.